# Снови, живот, смрт Филипа Филиповића
Снови, живот, смрт Филипа Филиповића је југословенски филм снимљен 1980. године у режији Милоша Радивојевића.

## Радња
Прича о животу и сновима Филипа Филиповића, првог секретара Комунистичке партије Југославије, обухвата оне делове његовог животног пута о којима постоје извесни поуздани историјски подаци. То је сведочанство о животу једног изузетног човека, комунисте, професора математике, сањара, од његовог рођења 1878. па до смрти у Стаљиновим чисткама 1938. године.

## Ликови
| Глумац               | Улога                          |
| -------------------- | ------------------------------ |
| Александар Берчек    | Филип Филиповић                |
| Милена Дравић        | Сестра Драга Филиповић         |
| Раде Марковић        | Отац Василије Филиповић        |
| Милан Ерак           | Владимир Чопић                 |
| Миодраг Крстовић     | Никола Ковачевић               |
| Јосиф Татић          | Руски агент                    |
| Драго Чумић          | Гавра Пинтер                   |
| Мирко Бабић          | Паја Лампаџија                 |
| Предраг Милинковић   | Миле Шустер                    |
| Милутин Јевђенијевић | Жива Абаџија                   |
| Миливоје Томић       | Драгиша Лапчевић               |
| Бата Живојиновић     | Газда Станимировић             |
| Неда Огњановић       | Филипова мајка                 |
| Предраг Ејдус        | Руски комуниста                |
| Драгомир Фелба       | Уредник у штампарији           |
| Данило Лазовић       | Никола Груловић                |
| Мирољуб Лешо         | Лазар Манојловић               |
| Раде Марјановић      | Лазар Вукичевић                |
| Маринко Шебез        | Иван Матужевић                 |
| Слободан Алигрудић   | Управник затвора               |
| Петар Банићевић      | Министар                       |
| Милош Жутић          | Говорник на гробљу             |
| Бранко Цвејић        | Господин у кафани 1            |
| Растислав Јовић      | Господин у кафани 2            |
| Милош Кандић         | Радник у штампарији            |
| Љубомир Ћипранић     | Ашчија                         |
| Драган Зарић         | Комуниста код гласачких кутија |
| Марко Николић        | Комуниста демонстрант          |
| Владан Живковић      | Човек у министарству           |
| Љубо Шкиљевић        | Белогардејац                   |
| Душан Јанићијевић    | Агент у возу                   |
| Душан Тадић          | Српски агент                   |
| Бата Камени          | Жандар на коњу                 |
| Мирјана Николић      | Гола девојка                   |
| Богдан Јакуш         |                                |
| Воја Мирић           |                                |
| Јован Никчевић       |                                |
| Иван Клеменц         |                                |
| Момчило Станишић     |                                |
| Душан Вујновић       |                                |
| Јелена Тинска        |                                |
| Миомир Радевић Пиги  |                                |
| Скендер Радотина     |                                |